# چیروی‌یا
چیروِی‌یا (اسپانیایی: Chirivella‎؛ تلفظ والنسیایی: [tʃiɾiˈveʎa]) نام یکی از دهستان‌های اسپانیا است که در استان والنسیا در بخش خودمختار والنسیا واقع شده است.
چیروِی‌یا توسط آزادراهِ «V-30» و همچنین رود توریا به دو قسمت تقسیم می‌شود و محلهٔ «لا لوس» در بخش شرقی آن قرار می‌گیرد. از سال ۲۰۱۲ میلادی، با احداث یک پل، این دو بخش به یکدیگر متصل شده است.
مهمترین مشکل این شهرِ کوچک، آلودگی صوتیِ ناشی از فرودگاه والنسیا است که در نزدیکی آن قرار دارد.
برای سفر از چیروِی‌یا تا مرکز شهر والنسیا، هم خطوط اتوبوس‌رانی و هم خط راه‌آهن موجود است. اولین ایستگاه متروی نزدیک به چیروِی‌یا، ایستگاه شهر «میسلاتا» است که در نزدیکی آن قرار دارد.
نام این شهر کوچک، احتمالاً مشتق از واژهٔ لاتین «Silvella» به معنی «جنگل کوچک» است.